# Алі Арсалан
Алі Арсалан(8 травня 1995 , Амол, Мазендеран ) — іранський та сербский борець греко-римського стилю, чемпіон світу, призер чемпіонатів Азії та Європи.

## Спортивні результати на міжнародних змаганнях

### Виступи на Чемпіонатах світу
| Змагання                        | Збірна | Вагова категорія                 | Місце  |
| ------------------------------- | ------ | -------------------------------- | ------ |
| Чемпіонат світу з боротьби 2022 | Сербія | греко-римська боротьба, до 72 кг | Золото |

### Виступи на Чемпіонатах Європи
| Змагання                         | Збірна | Вагова категорія                 | Місце  |
| -------------------------------- | ------ | -------------------------------- | ------ |
| Чемпіонат Європи з боротьби 2022 | Сербія | греко-римська боротьба, до 72 кг | Бронза |

### Виступи на Чемпіонатах Азії
| Змагання                       | Збірна | Вагова категорія                 | Місце  |
| ------------------------------ | ------ | -------------------------------- | ------ |
| Чемпіонат Азії з боротьби 2017 | Іран   | греко-римська боротьба, до 66 кг | Бронза |

### Виступи на Кубках світу
| Змагання                    | Збірна | Вагова категорія                 | Місце  |
| --------------------------- | ------ | -------------------------------- | ------ |
| Кубок світу з боротьби 2017 | Іран   | греко-римська боротьба, до 66 кг | Бронза |

### Виступи на інших змаганнях
| Змагання                                         | Збірна | Вагова категорія                 | Місце  |
| ------------------------------------------------ | ------ | -------------------------------- | ------ |
| Турнір Вехбі Емре 2014                           | Іран   | греко-римська боротьба, до 59 кг | 29     |
| Золотий Гран-прі з боротьби 2015 (Баку)          | Іран   | греко-римська боротьба, до 66 кг | 5      |
| Кубок Тахті 2016                                 | Іран   | греко-римська боротьба, до 66 кг | Срібло |
| Клубний чемпіонат світу з боротьби 2016          | Іран   | команда                          | Золото |
| Гран-прі Парижа з боротьби 2017                  | Іран   | греко-римська боротьба, до 66 кг | 5      |
| Клубний чемпіонат світу з боротьби 2017          | Іран   | команда                          | Срібло |
| Гран-прі Угорщини з боротьби 2018                | Іран   | греко-римська боротьба, до 72 кг | Бронза |
| Кубок Тахті 2019                                 | Іран   | греко-римська боротьба, до 72 кг | 11     |
| Турнір Дана Колова — Николи Петрова 2021         | Іран   | греко-римська боротьба, до 72 кг | Золото |
| Міжнародний турнір Любомира Івановича-Гедзи 2021 | Іран   | греко-римська боротьба, до 72 кг | Золото |
| Турнір Дана Колова — Николи Петрова 2022         | Сербія | греко-римська боротьба, до 72 кг | Золото |

### Виступи на змаганнях молодших вікових груп
| Змагання                                      | Збірна | Вагова категорія                 | Місце  |
| --------------------------------------------- | ------ | -------------------------------- | ------ |
| Чемпіонат Азії з боротьби серед кадетів 2011  | Іран   | греко-римська боротьба, до 50 кг | Золото |
| Чемпіонат Азії з боротьби серед кадетів 2012  | Іран   | греко-римська боротьба, до 54 кг | Золото |
| Чемпіонат світу з боротьби серед кадетів 2012 | Іран   | греко-римська боротьба, до 54 кг | 17     |
| Чемпіонат Азії з боротьби серед юніорів 2014  | Іран   | греко-римська боротьба, до 60 кг | Золото |
| Чемпіонат світу з боротьби серед юніорів 2014 | Іран   | греко-римська боротьба, до 60 кг | 20     |
| Чемпіонат Азії з боротьби серед юніорів 2015  | Іран   | греко-римська боротьба, до 66 кг | Золото |
| Чемпіонат світу з боротьби серед юніорів 2015 | Іран   | греко-римська боротьба, до 66 кг | Бронза |
| Чемпіонат світу з боротьби серед молоді 2018  | Іран   | греко-римська боротьба, до 72 кг | 12     |